# Jannik Tai Mosholt
Jannik Tai Mosholt (født 16. januar 1978 i Hvidovre) er en dansk manuskriptforfatter. Mosholt er uddannet fra manuskriptlinjen på Den Danske Filmskole i 2005 og har siden arbejdet med både tv og spillefilm.
Mosholt skrev manuskript til Esben Toft Jacobsens spillefilmdebut Den kæmpestore bjørn (2011) og har været episodeforfatter på en række tv-serier, blandt andet den internationale succes Borgen, og har skrevet manuskript til de prisbelønnede ungdomsfilm Hold om mig (2010) og You & me forever (2012), begge af Kaspar Munk. Han har ligeledes medvirket som manuskriptforfatter på den danske tv-serie Bedrag (2016) og The Rain (2018).